# Château de Villers-sur-Lesse
Le château de Villers-sur-Lesse est un château belge situé en Wallonie dans le hameau de Villers-sur-Lesse, dans la commune de Rochefort, en province de Namur.

## Historique
Le château de Villers-sur-Lesse est mentionné pour la première fois en 1316. À l'origine, les terres autour de Villers appartenaient aux seigneurs de Celles. Par le mariage de Catherine de Celles avec Itel-Frédéric de Mérode en 1637, la propriété passa aux comtes de Mérode, seigneurs d'Ossogne-lez-Havelange. Finalement, le domaine revint à des cousins, les marquis de Merode-Deinze, et avant 1733, fut vendu à Gédéon Desandrouin.
Gédéon Desandrouin était un riche homme d'affaires au début de l'industrialisation du verre, du charbon et de la métallurgie dans la région de Charleroi. Il possédait déjà d'autres demeures nobles, comme les châteaux de Lodelinsart, d'Heppignies et de Lombois. L'empereur allemand le nomma vicomte en 1733, peu avant sa mort dans son domaine de Lodelinsart.
Après le décès de son père, Jean-Jacques Desandrouin hérite du domaine. Il épousa d'abord Marie-Charlotte de Houelle de Pommeray, puis Jourdaine Le Tirant de Villers, fille du marquis Louis de Villers.

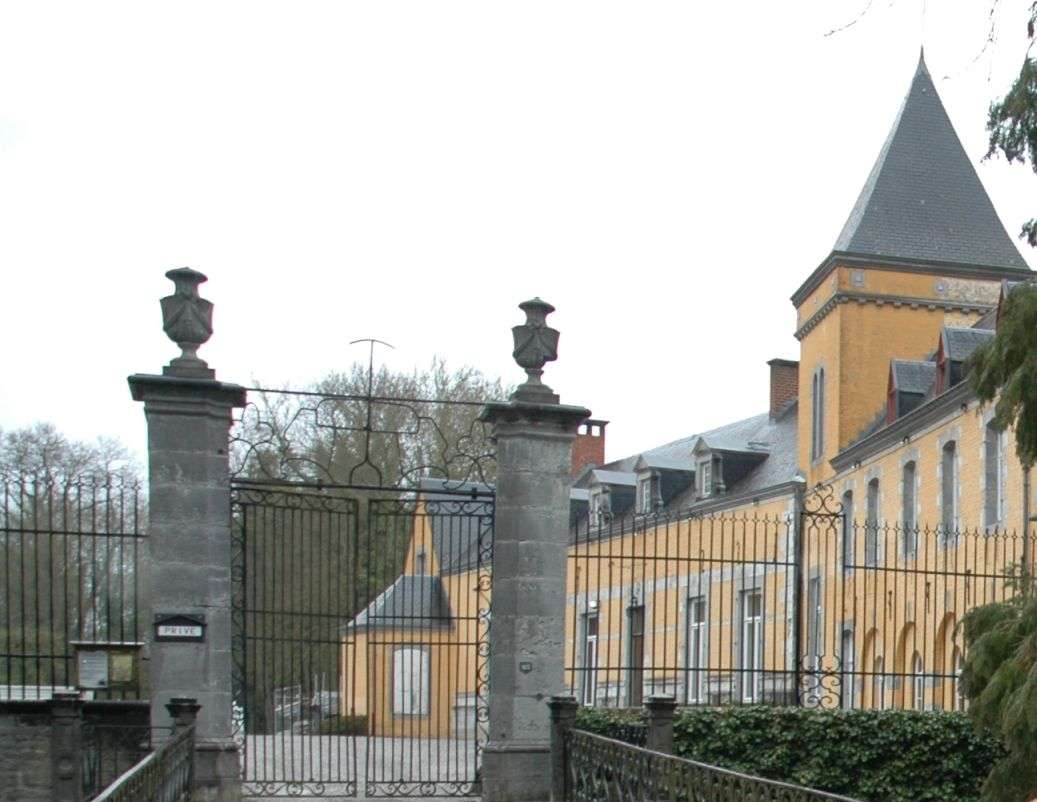

En 1857, le château est partiellement ravagé par un incendie. Une aile est restée détruite et seule l'aile droite a été reconstruite. En 1892, le roi Léopold II de Belgique a acheté le domaine de 37 hectares, certains plantés d'arbres rares, aux comtes Ferdinand et Félix de Cunchy et l'a annexé à son domaine de 1 640 hectares du domaine royal d'Ardenne à proximité. Le palais d'été royal est situé sur une colline à portée de vue. Léopold souhaite que Villers-sur-Lesse devienne la résidence d'été des futurs ducs de Brabant. Le château appartient à la Donation royale depuis 1903.